# Alfred Remmele
Alfred Remmele (* 28. August 1930; † 23. Februar 2020) war ein deutscher Unternehmer. Der Molkereimeister gründete und leitete Südpack in Ochsenhausen.

## Leben
Alfred Remmele erlernte den Beruf eines Käsers und absolvierte anschließend eine Fortbildung zum Molkereimeister. Als regionaler Vertriebschef eines Verpackungsherstellers machte er sich in den 1960er Jahren selbständig. 1964 gründete er zusammen mit seiner inzwischen verstorbenen Frau die Firma Südpack. In seiner Garage entwickelte er eine Konfektionsmaschine zur Herstellung von Kunststoffbeuteln. In speziellen, ebenfalls von Remmele entwickelten Kunststoffbeuteln konnten Käse und Wurst luftdicht verpackt werden. Im Jahr 2018 verkaufte Südpack seine Produkte in über 80 Länder weltweit, zählte über 1300 Mitarbeiter und wies einen Umsatz von über 400 Millionen Euro aus.
Remmele war verheiratet und zweifacher Vater. Seine Kinder Johannes und Carolin führten Südpack lange Jahre gemeinsam weiter und sind heute im Beirat des Unternehmens.

## Auszeichnungen
- Ehrenbürger von Ochsenhausen, 2012[4]